# 顿丘县 (西汉)
顿丘县，中国古县名。
西汉置，治所在今河南省清丰县西南。属东郡。西晋时置顿丘郡，为其治所。北齐时废。隋朝开皇间复置，治所屡有迁徙。北宋熙宁六年（1073年）废入清丰县。
曹操早年曾为顿丘令。